# Challenger ATP Club Premium Open 2008
Il Challenger ATP Club Premium Open 2008 è stato un torneo di tennis facente parte della categoria ATP Challenger Series nell'ambito dell'ATP Challenger Series 2008. Il torneo si è giocato a Quito in Ecuador dall'8 al 14 settembre 2008 su campi in terra rossa e aveva un montepremi di $35 000+H.

## Vincitori

### Singolare
Giovanni Lapentti ha battuto in finale  Riccardo Ghedin con il punteggio di 6–4, 6–4

### Doppio
Hugo Armando /  Leonardo Mayer hanno battuto in finale  Ricardo Mello /  Caio Zampieri con il punteggio di 7–5, 6–2